# Bonawentura Błażowski
Bonawentura Błażowski herbu Sas (zm. w 1827) – dostojnik wolnomularski. 
Pochodził z rodziny wywodzącej się z Błażowa w ziemi przemyskiej. W dobie Księstwa Warszawskiego był najpierw kalkulatorem przy dyrekcji skarbu, następnie (15 września 1810) został kasjerem wydziału solnego (późniejszej Kasy Centralnej Solnej), a z końcem października 1812 objął takież obowiązki w Kasie Jeneralnej Księstwa. Odtąd pełnił czynności bez względu na zmiany polityczne, a więc z kolei i za Królestwa Polskiego już to jako urzędnik w oddziale wypłat, już to jako poborca aż do 22 grudnia 1827. Był też członkiem honorowym loży Jutrzenka Wschodząca (1818) i Najwyższej Kapituły, w 1820 członek honorowy lóż: Świątynia Równości i Przyjaciele Ludzkości i (w 1821) reprezentant tejże loży przy Wielkim Wschodzie Narodowym Polski. W okresie przemian wolnomularstwa polskiego u schyłku jego bytu należał do opozycji, został wykluczony z kapituły i oskarżony o wichrzycielstwo. U braci lożowych cieszył się opinią umiarkowanego i światłego.